# Tim Steinfort
Tim Steinfort je nizozemský zpěvák, skladatel a kytarista patřící k hnutí skinheadů. Mimo sólové tvorby založil kapely Discharger a Haymaker.

## Dílo

### Discharger (2003–2016; 2019–současnost)
Kapela Discharger byla vytvořena v roce 2003 v oblasti Amersfoort. Kapela byla v Nizozemsku známa svými Oi! koncerty s nádechem heavy metalu a chytlavými refrény.
Kapela proslula především díky svým titulům We Are Coming To Your Town a My Rifle z alba Desecrated Ground a Before We Die na turné po České republice, Polsku a Anglii.
V roce 2019 oznámila kapela svůj návrat, avšak žádné dílo od návratu nevydala.

### Sólová kariéra (2015–současnost)
Tim Steinfort vydal v roce 2015 2 sólová alba: We Angered The Gods a When The Rain Falls. Během těchto děl hrál na akustickou kytaru stylem amerického folku.
Někdy doprovázený na harmoniku řeší témata, jako je například armáda, bída, válka, víra v lidstvo, strach ze stárnutí, hazard, alkohol nebo jeho vztah k Bohu.

### Haymaker (2016–současnost)
Tim Steinfort se v roce 2016 přestěhoval do České republiky a založil kapelu Haymaker. Kapela absolvovala turné po České republice, Německu, Polsku a Anglii. První  a zároveň nejznámější album, které skupina vyrobila, se nazývá We are Haymaker.
Haymaker hájí ve svých skladbách svobodu myšlení a zároveň odmítá extrémy pravice i levice. Video z jednoho z jeho koncertů, ve kterém napadl diváka provádějícího nacistický pozdrav, se rozšířilo po sociálních sítích a ukazuje Timovo odmítání jakékoli ideologické provokace.
V roce 2021 se Tim zúčastnil demonstrace v Praze, kde zahrál skladbu Rocking in a free world. Následně ho Policie České republiky požádala, aby hraní a zpěvu zanechal.

## Diskografie

### Discharger
- 2004 – Born Immortal – Rebellion Records
- 2006 – Our Hate Is Justified – Rebellion Records
- 2008 – The Sword Of Our Ancestors – Bandworm Records
- 2011 – Clockwork Patriots (Split Album avec Jenny Woo) – Randale Records
- 2013 – Desecrated Ground – Randale Records
- 2015 – Until We Die – Rebellion Records

#### Členové kapely Discharger
- Tim Steinfort – zpěv, kytara
- Gwenn Neuteboom – baskytara
- Richard Van De Waerdt – kytara
- Ronny Hamersma – bicí
- Quint Meerbeek – bicí
- Olle Oele – bicí

### Haymaker
- 2017 – We Are Haymaker – Randale Records
- 2018 – We Apologize To Nobody
- 2021 – Bootboys Don't give A Fuck
- 2023 – And Out Come The Skins

#### Členové kapely Haymaker

##### Současní členové
- Tim Steinfort – zpěv, kytara
- Rick „The Prick“ Groenewegen – baskytara
- Christian Stobi – bicí

##### Bývalí členové
- Vladimír Červený – bicí
- Tomas Ashtar – baskytara

### Sólová tvorba
- 2015 – We Have Angered The Gods
- 2015 – When The Rain Falls – Randale Records
- 2024 – Tales of a Weirdo